# Renaat Van Tassel
Renaat "Rene" Van Tassel (Antwerpen, 11 mei 1916 - Mortsel, 20 maart 2013) was een Belgische professor verbonden aan de Universiteit van Antwerpen. Hij was de ontdekker van het mineraal Dalyiet in 1952.

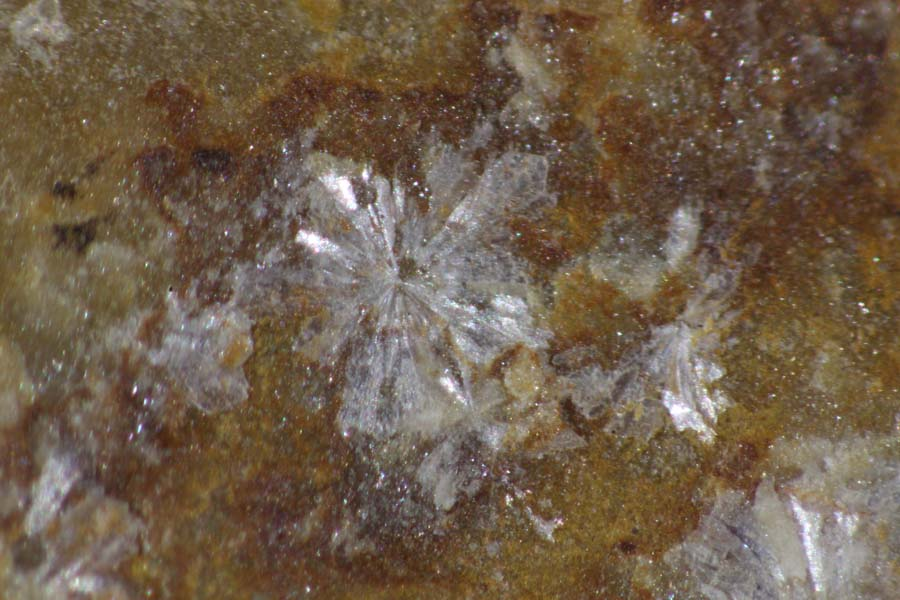
Vantasselite, nabij Bihain, Vielsalm, België, provincie Luxemburg

Van Tassel werd geboren te Antwerpen als zoon van de uitgever en directeur van het Antwerpse dagblad De Dag, Edmond Van Tassel. Hij studeerde aan de Katholieke Universiteit Leuven en de Universiteit van Cambridge. Met het KBIN onderzocht hij de Belgische bodem systematisch en ontdekte verschillende voor België nieuwe mineralen.
Van Tassel was lid van het Belgische Nationaal Comité voor Kristallografie en was er later erelid. Daarnaast was hij lid en erelid van de Koninklijke Vlaamse Academie van België voor Wetenschappen en Kunsten in het Comité voor Kristallografie.
Het voor het eerst in België gevonden vantasseliet draagt zijn naam.